# Li Xiaoshuang
Li Xiaoshuang (Xiantao, 1 november 1973) is een Chinees turner. 
Li won in 1992 olympisch goud op vloer en de zilveren medaille in de landenwedstrijd en de bronzen medaille aan de ringen.
Li werd zowel in 1994 als in 1995 wereldkampioen in de landenwedstrijd en in 1995 tevens op de meerkamp. Tijdens de Olympische Zomerspelen 1996 won Li zijn tweede olympische titel ditmaal op de meerkamp, en de zilveren medaille op sprong en in de landenwedstrijd.

## Resultaten

### Olympische Zomerspelen
| Jaar | Plaats    | Resultaten                                                                  |
| ---- | --------- | --------------------------------------------------------------------------- |
| 1992 | Barcelona | op vloer in de landenwedstrijd aan de ringen 5e in de meerkamp 4e op sprong |
| 1996 | Atlanta   | in de meerkamp in de landenwedstrijd op vloer 4e op sprong                  |

### Wereldkampioenschappen turnen
| Jaar | Plaats       | Resultaten                                        |
| ---- | ------------ | ------------------------------------------------- |
| 1991 | Indianapolis | in de landenwedstrijd                             |
| 1994 | Brisbane     | op sprong                                         |
| 1994 | Dortmund     | in de landenwedstrijd                             |
| 1995 | Sabae        | in de meerkamp · in de landenwedstrijd · op vloer |

1900: Gustave Sandras ·
1904: Julius Lenhart ·
1908: Alberto Braglia ·
1912: Alberto Braglia ·
1920: Giorgio Zampori ·
1924: Leon Štukelj ·
1928: Georges Miez ·
1932: Romeo Neri ·
1936: Alfred Schwarzmann ·
1948: Veikko Huhtanen ·
1952: Viktor Tsjoekarin ·
1956: Viktor Tsjoekarin ·
1960: Boris Sjachlin ·
1964: Yukio Endo ·
1968: Sawao Kato ·
1972: Sawao Kato ·
1976: Nikolaj Andrianov ·
1980: Aleksandr Ditjatin ·
1984: Koji Gushiken ·
1988: Vladimir Artemov ·
1992: Vitali Tsjerbo ·
1996: Li Xiaoshuang ·
2000: Aleksej Nemov ·
2004: Paul Hamm ·
2008: Yang Wei ·
2012: Kōhei Uchimura ·
2016: Kōhei Uchimura ·
2020: Daiki Hashimoto ·
2024: Shinnosuke Oka
1932: István Pelle ·
1936: Georges Miez ·
1948: Ferenc Pataki ·
1952: William Thoresson ·
1956: Valentin Moeratov ·
1960: Nobuyuki Aihara ·
1964: Franco Menichelli ·
1968: Sawao Kato ·
1972: Nikolaj Andrianov ·
1976: Nikolaj Andrianov ·
1980: Roland Brückner ·
1984: Li Ning ·
1988: Sergei Charkow ·
1992: Li Xiaoshuang ·
1996: Ioannis Melissanidis ·
2000: Igors Vihrovs ·
2004: Kyle Shewfelt ·
2008: Zou Kai · 
2012: Zou Kai · 
2016: Max Whitlock · 
2020: Artem Dolgopyat · 
2024: Carlos Yulo